# Accélération radiative
L'accélération radiative d'un atome (neutre ou ionisé) est la quantité de mouvement acquise par unité de temps au cours des interactions avec le champ de rayonnement, divisée par la masse de cet atome. Ces interactions avec le rayonnement dépendent des propriétés atomiques de chaque espèce. L'accélération radiative est donc spécifique à chaque type d'atome (ou d'ion) et dépend étroitement des propriétés du milieu considéré.

## Expression
La force exercée par le rayonnement sur les atomes (force radiative) et qui donne l'accélération radiative, ne doit pas être confondue avec la pression de radiation (qui est un scalaire). Formellement, l'accélération radiative sur chaque espèce de particules est le gradient des pressions partielles de radiation.
Une expression générique simple du module de ce vecteur est
La direction du vecteur {\displaystyle {\vec {g}}_{\text{rad}}} est celle du flux net de photons qui est ici représenté par la quantité {\displaystyle {\rm {F_{\nu }d\nu }}} pour l'intervalle de fréquence {\displaystyle {\rm {[\nu ,\nu +d\nu ]}}}. Les quantités {\displaystyle m} et {\displaystyle c} sont respectivement la masse de l'atome et la vitesse de la lumière. La quantité {\displaystyle \sigma _{\nu }} est la section efficace d'absorption à la fréquence {\displaystyle \nu }. Cette section efficace est la somme des sections efficaces de toutes les transitions atomiques pour l'atome considéré (voir Transition électronique). Lorsqu'un élément donné  est significativement présent sous plusieurs états d'ionisation, les accélérations radiatives obtenues pour chaque état d'ionisation de cet élément doivent être combinées entre elles pour obtenir l'accélération totale pour l'atome. L'expression analytique de l'accélération radiative est plus compliquée que celle présentée ici dès lors que l'on prend en compte des processus physiques fins tels que la redistribution du moment entre différents états d'ionisation d'un même élément chimique.
En pratique, le calcul de l'accélération radiative est relativement lourd car il demande la manipulation de grandes quantités de données atomiques (ce qui est facilité par la disponibilité de grandes banques de données informatisées). Par ailleurs, son calcul dans un milieu optiquement mince nécessite de résoudre en détail l'équation du transfert de rayonnement.

## Application en astrophysique
En physique stellaire, l'accélération radiative est un des ingrédients principaux nécessaires au calcul du processus de diffusion des éléments. La comparaison de l'accélération radiative à celle de gravité (qui agit en sens opposé) détermine la direction du déplacement des éléments chimiques. Dans les étoiles, ces mouvements relatifs des éléments peuvent conduire à leur ségrégation partielle en l'absence de processus de mélange (convection…).